# Stimigliano
Stimigliano és un comune (municipi) de la província de Rieti, a la regió italiana del Laci, situat a uns 45 km al nord de Roma i a uns 25 km al sud-oest de Rieti. A 1 de gener de 2019 la seva població era de 2.286 habitants.
Stimigliano limita amb els següents municipis: Collevecchio, Forano, Ponzano Romano, Sant'Oreste i Tarano.